# Selección de fútbol sub-20 de Catar
La selección de fútbol sub-20 de Catar es el equipo que representa al país en la Copa Mundial de Fútbol Sub-20 y en el Campeonato sub-19 de la AFC, y es controlada por la Federación de Fútbol de Catar.

## Estadísticas

### Campeonato Sub-20 de la AFC
| Año   | Resultado        | J            | G            | E            | P            | GF           | GC           |
| ----- | ---------------- | ------------ | ------------ | ------------ | ------------ | ------------ | ------------ |
| 1980  | Subcampeón       | 4            | 2            | 1            | 1            | 4            | 4            |
| 1982  | No clasificó     | No clasificó | No clasificó | No clasificó | No clasificó | No clasificó | No clasificó |
| 1985  | No clasificó     | No clasificó | No clasificó | No clasificó | No clasificó | No clasificó | No clasificó |
| 1986  | Cuarto lugar     | 5            | 2            | 0            | 3            | 7            | 6            |
| 1988  | Tercer lugar     | 5            | 3            | 1            | 1            | 12           | 5            |
| 1990  | Cuarto lugar     | 5            | 3            | 0            | 2            | 5            | 3            |
| 1992  | Fase de grupos   | 4            | 3            | 0            | 1            | 9            | 5            |
| 1994  | Fase de grupos   | 4            | 1            | 2            | 1            | 5            | 7            |
| 1996  | Fase de grupos   | 4            | 0            | 1            | 3            | 3            | 12           |
| 1998  | Fase de grupos   | 4            | 1            | 1            | 2            | 2            | 6            |
| 2000  | No clasificó     | No clasificó | No clasificó | No clasificó | No clasificó | No clasificó | No clasificó |
| 2002  | Fase de grupos   | 3            | 1            | 0            | 2            | 7            | 8            |
| 2004  | Cuartos de final | 4            | 2            | 1            | 1            | 3            | 2            |
| 2006  | No clasificó     | No clasificó | No clasificó | No clasificó | No clasificó | No clasificó | No clasificó |
| 2008  | No clasificó     | No clasificó | No clasificó | No clasificó | No clasificó | No clasificó | No clasificó |
| 2010  | No clasificó     | No clasificó | No clasificó | No clasificó | No clasificó | No clasificó | No clasificó |
| 2012  | Fase de grupos   | 3            | 1            | 0            | 2            | 4            | 6            |
| 2014  | Campeón          | 6            | 5            | 1            | 0            | 14           | 6            |
| 2016  | Fase de grupos   | 3            | 1            | 1            | 1            | 7            | 2            |
| 2018  | Cuarto lugar     | 5            | 3            | 0            | 2            | 19           | 13           |
| 2023  | Fase de grupos   | 3            | 0            | 0            | 3            | 2            | 12           |
| Total | 15/21            | 62           | 28           | 9            | 25           | 98           | 98           |

### Mundial Sub-20
| Año   | Resultado      | J            | G            | E            | P            | GF           | GC           |
| ----- | -------------- | ------------ | ------------ | ------------ | ------------ | ------------ | ------------ |
| 1977  | No clasificó   | No clasificó | No clasificó | No clasificó | No clasificó | No clasificó | No clasificó |
| 1979  | No clasificó   | No clasificó | No clasificó | No clasificó | No clasificó | No clasificó | No clasificó |
| 1981  | Subcampeón     | 6            | 3            | 1            | 2            | 7            | 9            |
| 1983  | No clasificó   | No clasificó | No clasificó | No clasificó | No clasificó | No clasificó | No clasificó |
| 1985  | No clasificó   | No clasificó | No clasificó | No clasificó | No clasificó | No clasificó | No clasificó |
| 1987  | No clasificó   | No clasificó | No clasificó | No clasificó | No clasificó | No clasificó | No clasificó |
| 1989  | No clasificó   | No clasificó | No clasificó | No clasificó | No clasificó | No clasificó | No clasificó |
| 1991  | No clasificó   | No clasificó | No clasificó | No clasificó | No clasificó | No clasificó | No clasificó |
| 1993  | No clasificó   | No clasificó | No clasificó | No clasificó | No clasificó | No clasificó | No clasificó |
| 1995  | Fase de grupos | 3            | 0            | 1            | 2            | 1            | 4            |
| 1997  | No clasificó   | No clasificó | No clasificó | No clasificó | No clasificó | No clasificó | No clasificó |
| 1999  | No clasificó   | No clasificó | No clasificó | No clasificó | No clasificó | No clasificó | No clasificó |
| 2001  | No clasificó   | No clasificó | No clasificó | No clasificó | No clasificó | No clasificó | No clasificó |
| 2003  | No clasificó   | No clasificó | No clasificó | No clasificó | No clasificó | No clasificó | No clasificó |
| 2005  | No clasificó   | No clasificó | No clasificó | No clasificó | No clasificó | No clasificó | No clasificó |
| 2007  | No clasificó   | No clasificó | No clasificó | No clasificó | No clasificó | No clasificó | No clasificó |
| 2009  | No clasificó   | No clasificó | No clasificó | No clasificó | No clasificó | No clasificó | No clasificó |
| 2011  | No clasificó   | No clasificó | No clasificó | No clasificó | No clasificó | No clasificó | No clasificó |
| 2013  | No clasificó   | No clasificó | No clasificó | No clasificó | No clasificó | No clasificó | No clasificó |
| 2015  | Fase de grupos | 3            | 0            | 0            | 3            | 1            | 7            |
| 2017  | No clasificó   | No clasificó | No clasificó | No clasificó | No clasificó | No clasificó | No clasificó |
| 2019  | Fase de grupos | 3            | 0            | 0            | 3            | 0            | 6            |
| 2023  | No clasificó   | No clasificó | No clasificó | No clasificó | No clasificó | No clasificó | No clasificó |
| 2025  | No clasificó   | No clasificó | No clasificó | No clasificó | No clasificó | No clasificó | No clasificó |
| Total | 4/24           | 15           | 3            | 2            | 10           | 9            | 26           |

## Entrenadores
| - Evaristo de Macedo (1977-1978) - José Faria (1979) - Evaristo de Macedo (1979) - Ronald de Carvalho (1979–1986) - João Francisco (1986) - Edison de Souza (1987) - Celso Roth (1991–1993) - Marcio Máximo (1994) - Jørgen E. Larsen (1995) - Alejandro Sabella (1995) | - José Paulo (1995–1997) - Marcelo Buarque (1997) - José Paulo (1998) - Obeid Jumaa (1998) - Ruud Doctor (2001–2003) - Roberto Landi (2005-2006) - Tiny Ruys (2006–2011) - Marcel van Buuren (2011–2013) - Felix Sánchez (2013–2020) |

## Palmarés
- Campeonato sub-19 de la AFC (1): 2014